# Antônio Mariani Primo
Antônio Mariani Primo, primeiro e único barão de Campo Largo (São Francisco de Chagas da Barra do Rio Grande, 11 de maio de 1823 – Campo Largo, 30 de março de 1890), filho de Eduardo Mariani e dona Maria da França.
Foi Comandante Superior da Guarda Nacional das Comarcas do Rio São Francisco e de Campo Largo. Atuou como vereador em Barra de 1849 a 1852 onde foi eleito Presidente da Câmara dos Vereadores, atuou também como vereador e Presidente da Câmara de Campo Largo no quadriênio de 1869 a 1872.
Foi nomeado Oficial da Ordem Imperial do Cruzeiro pelo Imperador D. Pedro II. Casou em primeiras núpcias com sua conterrânea,  D.ª Ana Cândida Barbosa e em segundas núpcias com  D.ª Silvéria Pereira de Matos, filha de Lourenço Pereira de Matos e de D. Francisca Pereira de Matos, nascida no distrito de Avaí do Brejo Grande, então pertencente a Campo Largo em 1839, falecida na mesma cidade em 10 de outubro de 1893.
Foi condecorado barão de Campo Largo em 19 de julho de 1889. Faleceu no mencionado distrito de Avaí do Brejo Grande, em 30 de março de 1890. Deixou descendência somente do segundo casamento.